# Васькина (приток Сосновки)
Васькина (Тиновка) — река в Кемеровской области России, течёт по территории Яшкинского района.
Устье реки находится на высоте 142 м над уровнем моря в 65 км по правому берегу реки Сосновка. Длина реки составляет 15 км.

## Бассейн
- Носкова
- Лесная
  - Тиновка

## Данные водного реестра
По данным государственного водного реестра России относится к Верхнеобскому бассейновому округу, водохозяйственный участок реки — Томь от города Кемерово и до устья, речной подбассейн реки — Томь. Речной бассейн реки — (Верхняя) Обь до впадения Иртыша.